# Olivier Brouzet
Oliver Brouzet (Béziers, 22 novembre 1972) è un ex rugbista a 15 e dirigente sportivo francese, seconda linea della Nazionale in tre edizioni consecutive della Coppa del Mondo; dopo il ritiro è stato dirigente dell'Union Bordeaux Bègles.

## Biografia
Figlio di Yves, pesista per la Francia in due edizioni dei Giochi olimpici, Oliver Brouzet esordì nel rugby di vertice con il Grenoble, con cui arrivò nel 1993 alla finale del campionato nazionale e un anno più tardi - dopo avere vinto a livello internazionale due titoli mondiali con la Francia Universitaria - a debuttare in Nazionale maggiore nel Cinque Nazioni 1994 contro la Scozia.
Fu, quello, il primo di 8 tornei, tra Cinque e Sei Nazioni, disputati consecutivamente tra il 1994 e il 2003, con l'eccezione del 1997 e del 2001; furono 2 le vittorie nel torneo, nel 1998 e nel 2002, entrambe con il Grande Slam.
Nel 1995 prese parte alla sua prima Coppa del Mondo, in Sudafrica (3 incontri, 3º posto finale); lasciato il Grenoble, passò nel 1997 al Bordeaux-Bègles ove rimase un biennio; partecipò alla Coppa del Mondo di rugby 1999 in Galles (6 incontri, compresa la finale, persa, contro l'Australia, da sostituto); per altri due anni militò in Inghilterra al Northampton, per poi fare ritorno in Francia al Montferrand; nel 2003 partecipò alla sua terza e ultima Coppa del Mondo, in Australia, in cui disputò anche il suo ultimo incontro internazionale: nel quarto di finale contro l'Irlanda a Melbourne, Brouzet fu costretto a lasciare il campo per una lussazione alla spalla destra, saltando così anche la semifinale e la finale per il terzo posto.
Nel 2004 firmò un contratto di una stagione con lo Stade français, al termine del quale si ritirò dall'attività.
Attualmente svolge attività saltuaria di editorialista e commentatore di rugby; è inoltre dirigente allo sviluppo presso l'Union Bordeaux Bègles, club sorto dalla fusione del Bègles con lo Stade bordelais.